# Tribute (Hackett)
Tribute is een muziekalbum van de Britse gitarist Steve Hackett. Het is na Bay of Kings, Momentum en A Midsummer Night's Dream zijn vierde album dat gericht is op klassieke muziek.

## Musici
- Hackett- akoestische gitaar.

## Composities
1. Gavotte uit zesde cellosuite; BWV 1012 van Johann Sebastian Bach
2. Courante uit derde cellosuite; BWV 1009 (Bach)
3. Jesu Joy uit BWV 147 van Bach
4. The Fountain Suite (Hackett)
5. The Earle of Salisbury (William Byrd)
6. La Catedral (Angel Barrios)
7. El noy de la Mare (traditional)
8. Cascada (Hackett)
9. Sapphides (Hackett)
10. Prelude in D, uit prelude, fuga en allegro BWV 998 (Bach)
11. Prelude in c-mineur uit Partita nr. 2; BWV 1004 (Bach).
12. La Maja de Goya (Enrique Granados)